# August Schleicher
August Schleicher (Meiningen, ducat de Saxònia-Meiningen, 1821- Jena, 1868) fou un lingüista alemany. La seva obra més gran fou "Compendi de gramàtica comparativa de les llengües indoeuropees" en el qual intentà reconstruir la llengua protoindoeuropea.
August Schleicher nasqué a Meiningen (ducat de Saxe-Meiningen, sud-oest de Weimar a la Selva de Turíngia. Començà la seva carrera estudiant teologia i indoeuropeu, especialment llengües eslaves. Influït per Hegel, elaborà la teoria que la idioma és un organisme, amb períodes de desenvolupament, maduresa, i decadència. El 1850 Schleicher acabà un estudi monogràfic on descriví sistemàticament les llengües d'Europa, Die Sprachen Europas in systematischer Übersicht (Les llengües d'Europa en una perspectiva sistemàtica). Explícitament representà les llengües com a organismes perfectament naturals que es podrien descriure de la manera més adequada manllevant termes de la biologia, com per exemple gènere, espècie i varietat. Schleicher reivindicà que ell mateix havia estat convençut de la descendència i competició natural de les llengües abans d'haver llegit l'obra de Darwin "L'origen de les espècies". Inventà una classificació de les llengües que s'assemblava a la taxonomia botànica, formant grups de llengües relacionades i distribuint-los en un arbre genealògic. El seu model, la Stammbaumtheorie (teoria de l'arbre), fou un avanç cabdal en l'estudi de les llengües indoeuropees. Per mostrar com degué ser l'indoeuropeu creà un conte curt, la faula de Schleicher, amb exemples de les paraules i els elements culturals coneguts. Primer presentà una representació gràfica d'un Stammbaum en uns articles publicats el 1853. Quan publicà el seu Deutsche Sprache (La llengua alemanya) (1860) havia començat a emprar diagrames d'arbre per a il·lustrar una nissaga lingüística. Hom reconeix Schleicher com el primer lingüista que representà l'evolució lingüística amb el model d'un arbre (diagrama arbori o dendriforme). Malgrat això, la major part de les idees de Darwin simplement se superposaren als trets fonamentals de l'anterior teoria de Schleicher del projecte d'evolució, que deriva de l'obra d'autors del Romanticisme alemany i l'idealisme, sobretot Humboldt i Hegel. August Schleicher morí de tuberculosi als 47 anys a Jena.

## Obres
- Sprachvergleichende Untersuchungen. / Zur vergleichenden Sprachgeschichte. (2 vols.) Bonn, H. B. Koenig (1848)
- Linguistische Untersuchungen. Part 2: Die Sprachen Europas in systematischer Uebersicht. Bonn, H. B. Koenig (1850); nova edició per Konrad Koerner, Amsterdam, John Benjamins (1982)
- Formenlehre der kirchenslavischen Sprache. (1852)
- Die ersten Spaltungen des indogermanischen Urvolkes. Allgemeine Zeitung fuer Wissenschaft und Literatur (August 1853)
- Handbuch der litauischen Sprache. (primer manual científic sobre el lituà) (2 vols.) Weimar, H. Boehlau (1856/57)
- Litauische Maerchen, Sprichworte, Raetsel und Lieder. Weimar, H. Boehlau (1857)
- Volkstuemliches aus Sonneberg im Meininger Oberlande - Lautlehre der Sonneberger Mundart. Weimar, H. Boehlau (1858)
- Kurzer Abriss der Geschichte der italienischen Sprachen. Rheinisches Museum fuer Philologie 14.329-46. (1859)
- Die Deutsche Sprache. Stuttgart, J. G. Cotta (1860); nova edició per Johannes Schmidt, Stuttgart, J. G. Cotta (1888)
- Compendium der vergleichenden Grammatik der indogermanischen Sprachen. (Kurzer Abriss der indogermanischen Ursprache, des Altindischen, Altiranischen, Altgriechischen, Altitalischen, Altkeltischen, Altslawischen, Litauischen und Altdeutschen.) (2 vols.) Weimar, H. Boehlau (1861/62); reimpressió per Minerva GmbH, Wissenschaftlicher Verlag, ISBN 3-8102-1071-4
- Die Darwinsche Theorie und die Sprachwissenschaft - offenes Sendschreiben an Herrn Dr. Ernst Haeckel. Weimar, H. Boehlau (1863)
- Die Bedeutung der Sprache für die Naturgeschichte des Menschen. Weimar, H. Boehlau (1865)
- Christian Donalitius Litauische Dichtungen (The Lithuanian Poetry of Christian Donelaitis), publicat per l'Acadèmia Russa de Ciències a Sant Petersburg (1865)
- Darwinism Tested by the Science of Language. (Traducció d'Alexander V. W. Bikkers) Londres, J. C. Hotten (1869)
- Laut- und Formenlehre der polabischen Sprache. reimpressió per Saendig Reprint Verlag H. R. Wohlwend, ISBN 3-253-01908-X
- Sprachvergleichende Untersuchungen. reimpressió per Minerva GmbH, Wissenschaftlicher Verlag, ISBN 3-8102-1072-2
- Die Formenlehre der kirchenslavischen Sprache erklaerend und vergleichend dargestellt. Reimpressió per H. Buske Verlag, Hamburg (1998), ISBN 3-87118-540-X